# Guerra polacco-svedese dal 1621 al 1625
La guerra polacco-svedese dal 1621 al 1625 fu un'altra delle guerre combattute nell'ambito della più ampia serie di conflitti tra Confederazione polacco-lituana e Impero svedese che vanno sotto il nome di guerra polacco-svedese. Iniziò con l'invasione svedese del feudo polacco-lituano della Livonia. Le forze svedesi riuscirono a prendere la città di Riga dopo un assedio. La Confederazione, già impegnata in una gravosa guerra con l'Impero ottomano (culminata nelle battaglie di Cecora e Chocim) non fu in grado di inviare forze significative per fermare il nuovo re di Svezia, Gustavo Adolfo, e fu costretta a firmare una tregua favorevole al paese scandinavo. La Confederazione dovette cedere il territorio della Livonia a nord del fiume Dvina (o Düna), e mantenne solo un controllo nominale su Riga. Una successiva tregua fu firmata a Mitawa (oggi Jelgava) e durò dal novembre 1622 al marzo 1625.

## Premesse storiche
Il precedente conflitto combattuto tra il 1617 e il 1618 aveva dimostrato che l'esercito svedese, nonostante le numerose riforme, non era ancora in grado di sconfiggere quello ben addestrato della Confederazione polacco-lituana, e questo nonostante anche il fatto che questa fosse contemporaneamente coinvolta in altri conflitti, e avesse inviato in Livonia forze relativamente esigue. Inoltre, il re Gustavo Adolfo era ancora considerato in Europa alla stregua di un usurpatore. Per assicurarsi il possesso della corona svedese, Gustavo Adolfo decise di costringere Sigismondo III a rinunciarvi. Con l'aiuto dell'influente Alto Cancelliere (Rikskansler) del Consiglio Reale Axel Oxenstierna, il re svedese introdusse un diffuso programma di riforme militari e sociali, che portò alla creazione di un esercito professionale altamente qualificato, basato sul reclutamento di svedesi autoctoni.
Gustavo Adolfo era ben consapevole del conflitto in corso tra la Confederazione e l'Impero Ottomano (vedi Guerra polacco-ottomana (1620-1621)), e decise di approfittarne.

## Prima fase (1621-1622)
Mentre l'esercito polacco-lituano si concentrava in Podolia, nel profondo sud dell'enorme territorio della Confederazione, il 19 agosto 1621, un esercito svedese sbarcò nei pressi di Pärnu (oggi in Estonia), trasportato da una flotta di 148 imbarcazioni (25 navi da guerra, 3 pinnacoli, 7 galee, 7 navi da guerra minori e 106 trasporti). Gustavo Adolfo schierava 14 700 fanti, 3 150 cavalieri e 375 cannoni. Gli svedesi, come già fatto nel 1617, marciarono immediatamente verso Riga, mettendola sotto assedio il 29 agosto. La capitale della Livonia era difesa da una guarnigione di 300 soldati, oltre che da 3 700 residenti armati. Il Grande atamano di Lituania, Krzysztof Radziwiłł, poteva mettere in campo solo 1 500 soldati, poiché la maggior parte delle unità erano impegnate in Podolia e Rutenia Rossa.
Riga capitolò dopo meno di un mese di assedio e tre assalti, il 25 settembre. Il 2 ottobre, gli svedesi catturarono la fortezza di Dunamunde. Gli invasori, in marcia attraverso le paludi e le foreste per evitare la cavalleria lituana, sconfinarono nel Ducato di Curlandia e Semigallia, catturando la sua capitale, Mittau senza incontrare resistenza. Gli svedesi cercarono quindi di catturare la fortezza di Koknese ma, coinvolti in una scaramuccia con la cavalleria lituana agli ordini di Aleksander Korwin Gosiewski, non vi riuscirono.
All'inizio di gennaio del 1622, gli svedesi catturarono Valmiera (oggi una città della Lettonia settentrionale), insieme a numerosi castelli minori in Livonia. Nel frattempo, le forze sotto l'atamano Radziwiłł crebbero fino a 3 000 uomini, permettendo finalmente ai lituani di reagire, assediando diversi presidi svedesi. Il 7 gennaio, Radziwiłł riprese Mitau ma, a causa della mancanza di artiglieria, non riuscì a assediarne il castello, il cui presidio non capitolò fino al 6 luglio. Poche settimane più tardi, alla fine di luglio del 1622, la forza principale dell'armata svedese raggiunse Mittau, e ne seguìrono prolungati combattimenti.
Dal momento che la battaglia aveva raggiunto una situazione di stallo, il 10 agosto 1622 le parti firmarono una tregua, che nel 1623 fu prolungata fino al marzo del 1625. Nel corso dei negoziati, gli inviati di Gustavo Adolfo suggerirono l'idea di una unione svedese-lituana.

## La tregua
La parte svedese aveva insistito per una tregua a causa di sopravvenuti problemi finanziari nell'Impero svedese, i costi della guerra erano infatti ormai troppo alti per il tesoro del paese. Inoltre, nell'autunno del 1621, la guerra polacco-ottomana era terminata con la Battaglia di Chocim, e l'esercito della Confederazione era finalmente pronto a marciare verso la Livonia. La tregua, firmata dai lituani, fece quindi infuriare il re Sigismondo III, che prevedeva di trasferire tutte le forze disponibili verso nord, sperando inoltre che, con l'aiuto della Marina spagnola, sarebbe stato in grado di invadere la Svezia lui stesso.
La nobiltà polacca e alcuni leader come Krzysztof Radziwiłł e Krzysztof Zbaraski erano in disaccordo con i piani del re. Si voleva che questi accettasse le condizioni svedesi, cedendo il trono di Svezia in cambio di un trattato di pace permanente e del possesso della Livonia. Radziwiłł sottolineava il fatto che dopo le riforme, l'esercito svedese era un osso duro, e per sconfiggerlo, la Polonia-Lituania avrebbe dovuto necessariamente intraprendere una profonda revisione delle sue forze armate, in particolare della fanteria e dell'artiglieria. La Confederazione necessitava inoltre di una forte marina e di unità specializzate di ingegneri, addestrate in special modo nell'erezione di campi fortificati.
Indipendentemente dal parere dei suoi generali, nel 1623 il re polacco Sigismondo III incontrò lo starosta della città di Puck, Jan Wejher, ordinandogli la costruzione di una flotta che, con l'aiuto della Impero spagnolo, avrebbe avuto il compito di trasportare l'esercito invasore in Svezia. Questa azione, tuttavia, era stata fin dall'inizio messa in discussione dalla potente e semi-indipendente città di Danzica, il cui governo, sotto la pressione svedese, si opponeva all'idea stessa di una flotta della Confederazione, e non avrebbe permesso che questa ancorasse presso il suo porto, che era il più importante in seno alla Confederazione. Date le circostanze, Sigismondo III decise di ampliare il porto e il cantiere navale di Puck. Nel 1624-1626, sette navi di medie dimensioni vennero qui costruite, con stazza variabile tra le 200 le 400 tonnellate. Essi erano gestite per lo più da pescatori locali casciubiani, mentre la fanteria marina era composta da mercenari inglesi, ingaggiati dal re polacco fin dal 1621. La più grande nave della nuova flotta era il galeone Król Dawid (Re Davide).

## Seconda fase (1625-1626)
Prima della fine della tregua, Gustavo Adolfo avviò colloqui con la Moscovia e l'Impero Ottomano, sperando in un attacco congiunto contro la Polonia-Lituania. Inoltre, inviò i suoi emissari presso il Sich dei Cosacchi Zaporozhiani, una popolazione assoggettata alla Polonia, nel tentativo di incitarli ad attaccare i turchi, e quindi provocare un'altra guerra tra polacchi e ottomani.
Il 27 giugno 1625, Gustavo Adolfo sbarcò nuovamente in Livonia con un esercito forte di 20 000 uomini. Il principale corpo svedese, con quasi 10 000 soldati, marciò verso nord in direzione del fiume Daugava, e mise sotto assedio Koknese, catturandola dopo sedici giorni. Il 27 agosto, gli svedesi catturarono Tartu e, subito dopo, Mittau. All'inizio di settembre 1625, le forze svedesi invasero il Granducato di Lituania, catturando Biržai il 7 dello stesso mese. Questo successo interrompeva le vitali linee di comunicazione tra i presidi polacco-lituano rimasti in Livonia e quelli di stanza in Lituania, infatti la Svezia controllava ormai la linea del Daugava. Inoltre, il 27 settembre, la Svezia conquistò anche la fortezza di Bauska.
I successi svedesi erano possibili anche grazie all'aspro conflitto interno che contrapponeva i due potenti atmani lituani, Krzysztof Radziwiłł e Lew Sapieha. Come risultato, le forze armate di entrambi i leader non si unirono nella difesa della Livonia e agirono separatamente, mettendo la Confederazione in svantaggio.
Nel mese di ottobre 1625, Radziwiłł riprese numerosi castelli, mentre Sapieha respinse l'assalto svedese su Daugavpils. Radziwiłł concentrò quindi le sue forze in Curlandia, inviando piccoli contingenti a molestare le unità svedesi in Livonia. Nel frattempo, Sapieha si era accampato nei pressi di Valle (oggi Wallhof, nel sud della Lettonia), a metà strada tra Bauska e Koknese. Gustavo Adolfo era ben consapevole delle divisioni interne tra i lituani, e decise di approfittarne. Il 13 gennaio 1626, egli concentrò le sue forze e, il 17 gennaio 1626, attaccò di sorpresa le forze di Sapieha nella battaglia di Wallhof nella quale, per la prima volta, le forze svedesi sconfissero la Confederazione in una battaglia in campo aperto. Nella battaglia di Gniew, combattuta tra il 22 settembre e il I ottobre 1626, le forze svedesi, pur non cogliendo una vittoria decisiva, fermarono tre assalti da parte dei temuti ussari polacchi.

## Epilogo
Dopo questo fallimento, i lituani limitarono le loro attività ostili contro le pattuglie svedesi. Gustavo Adolfo, d'altra parte, era soddisfatto delle prestazioni del suo esercito, e decise di trasferire la guerra nella provincia polacca della Prussia reale (vedi guerra polacco-svedese dal 1626 al 1629). Durante questo periodo, nella non decisiva battaglia di Dirschau (17-18 agosto 1627), gli ussari furono respinti dalla cavalleria svedese. Gli svedesi avrebbero colto una nuova vittoria a Górzno il 4 febbraio 1629.